# ویلا ورد (تگزاس)
ویلا ورد (به انگلیسی: Villa Verde) یک منطقهٔ مسکونی در ایالات متحده آمریکا است که در شهرستان ایدالگو، تگزاس واقع شده‌است. ویلا ورد ۱٫۰ کیلومتر مربع مساحت و ۸۷۴ نفر جمعیت دارد و ۲۳ متر بالاتر از سطح دریا واقع شده‌است.